# Carlos Cantillo
Carlos Eduardo Cantillo Villalobos (El Banco, Magdalena, Colombia; 21 de febrero de 2003) es un futbolista colombiano que juega como centrocampista en el Barranquilla Fútbol Club de la Categoría Primera B.

## Trayectoria
El 17 de febrero de 2020 con 16 años debutó en el empate 0-0 frente a Real Cartagena.

## Selección nacional

### Categorías inferiores
Ha participado en varios microciclos y fue convocado para el torneo amistoso Revelations Cup 2021, en dicho torneo anotó en la derrota 3-2 frente a Brasil. Finalmente Colombia acabaría tercera del torneo.

## Estadísticas
| Club                          | Div.          | Temporada     | Liga  | Liga  | Liga  | Copas nacionales | Copas nacionales | Copas nacionales | Copas internacionales | Copas internacionales | Copas internacionales | Total | Total | Total  |
| Club                          | Div.          | Temporada     | Part. | Goles | Asist | Part.            | Goles            | Asist.           | Part.                 | Goles                 | Asist.                | Part. | Goles | Asist. |
| ----------------------------- | ------------- | ------------- | ----- | ----- | ----- | ---------------- | ---------------- | ---------------- | --------------------- | --------------------- | --------------------- | ----- | ----- | ------ |
| Barranquilla F. C. · Colombia | 2.ª           | 2020          | 9     | 0     | 0     | -                | -                | -                | —                     | —                     | —                     | 9     | 0     | 0      |
| Barranquilla F. C. · Colombia | 2.ª           | 2021          | 23    | 3     | 1     | 6                | 1                | 0                | —                     | —                     | —                     | 29    | 4     | 1      |
| Barranquilla F. C. · Colombia | 2.ª           | 2022          | 25    | 2     | 1     | -                | -                | -                | —                     | —                     | —                     | 25    | 2     | 1      |
| Barranquilla F. C. · Colombia | 2.ª           | 2023          | 36    | 4     | 7     | 2                | 0                | 0                | —                     | —                     | —                     | 38    | 4     | 7      |
| Barranquilla F. C. · Colombia | 2.ª           | 2025          | 5     | 0     | 0     | -                | -                | -                | —                     | —                     | —                     | 5     | 0     | 0      |
| Barranquilla F. C. · Colombia | Total club    | Total club    | 98    | 9     | 9     | 8                | 1                | 0                | 0                     | 0                     | 0                     | 106   | 10    | 9      |
| Junior · Colombia             | 1.ª           | 2024          | 6     | 0     | 0     | -                | -                | -                | —                     | —                     | —                     | 6     | 0     | 0      |
| Junior · Colombia             | 1.ª           | 2025          | 4     | 0     | 0     | -                | -                | -                | —                     | —                     | —                     | 4     | 0     | 0      |
| Junior · Colombia             | Total club    | Total club    | 10    | 0     | 0     | 0                | 0                | 0                | 0                     | 0                     | 0                     | 10    | 0     | 0      |
| Total carrera                 | Total carrera | Total carrera | 108   | 9     | 9     | 8                | 1                | 0                | 0                     | 0                     | 0                     | 116   | 10    | 9      |

- Datos: Q110951002